# Myrmekiaphila neilyoungi
Myrmekiaphila neilyoungi  (лат.) — вид мигаломорфных пауков из семейства Euctenizidae, названный в честь канадского певца Нила Янга. Длина головогруди взрослых самок — 6,2—7,8 мм, самцов — 7,2—8,0 мм. Засадные хищники, обитающие в выстланных паутиной норках. Широко распространены на территории штата Алабама, одна встреча на северо-западе Флориды.

## История открытия
Вид был описан в 2007 году американскими арахнологами Джейсоном Бондом и Норманом Платником по нескольким фиксированным особям, собранным в разные годы в штатах Алабама и Флорида. Первичное выделение вида на основании особенностей строения полового аппарата в дальнейшем было подтверждено данными молекулярной биологии. Наряду с некоторыми другими видами рода, Myrmekiaphila neilyoungi входит в группу видов «fluviatilis». Исследователи назвали новый вид паука в честь известного канадского музыканта Нила Янга, за его общественную деятельность по защите мира. 